# Ons kent Ons
Ons kent Ons was een televisiespelprogramma van de TROS dat werd uitgezonden in het winterseizoen 1974-1975. De eerste van acht afleveringen was op 14 oktober 1974. Het werd gepresenteerd door Rob Out die door het verdwijnen van Radio Veronica als freelancer was overgestapt naar de tot A-omroep uitgegroeide TROS die hem aantrok voor de presentatie van een grote spelshow. Het programma werd eens in de vier weken op de vaste TROS-maandagavond rechtstreeks uitgezonden vanuit de Oranjerie in Roermond.    
Een aantal kandidaten, meestal familie van elkaar, speelden in een aantal rondes diverse spelletjes met elkaar, zoals in Eén van de acht, maar ook werden opvoedkundige vragen gesteld aan ouders als "Wat zou u doen als uw zoon van 15 dit of dat zou doen" of door te vragen op welke vrouw de vaders en op welke man de moeders zouden vallen. Dit verklaarde ook de titel van het programma genoemd naar het spreekwoord Ons kent Ons "hoe goed kent men elkaar". Uiteindelijk bleef één winnaar over die vervolgens met de hoofdprijs naar huis ging.
Er was veel kritiek op het programma omdat de presentator stuntelde en de spelletjes van een laag niveau waren zoals bijvoorbeeld het afknippen van broekspijpen. Het programma beleefde daarom maar één seizoen dat niet eens volledig is afgemaakt. Rob Out verliet de TROS weer om bij de nieuwe aspirant-omroep in wording Veronica Omroep Organisatie aan de slag te gaan. 